# Marigaon
Marigaon là một thị xã và là nơi đặt ủy ban khu vực thị xã (town area committee) của quận Marigaon thuộc bang Assam, Ấn Độ.

## Nhân khẩu
Theo điều tra dân số năm 2001 của Ấn Độ, Marigaon có dân số 20.807 người. Phái nam chiếm 52% tổng số dân và phái nữ chiếm 48%. Marigaon có tỷ lệ 76% biết đọc biết viết, cao hơn tỷ lệ trung bình toàn quốc là 59,5%: tỷ lệ cho phái nam là 81%, và tỷ lệ cho phái nữ là 72%. Tại Marigaon, 12% dân số nhỏ hơn 6 tuổi.